# Laguna Football Club
Le Laguna Football Club est un club de football basé à Gibraltar et en faillite depuis 2009.

## Historique
- 1996 : Laguna FC